# Åsa Ingårda

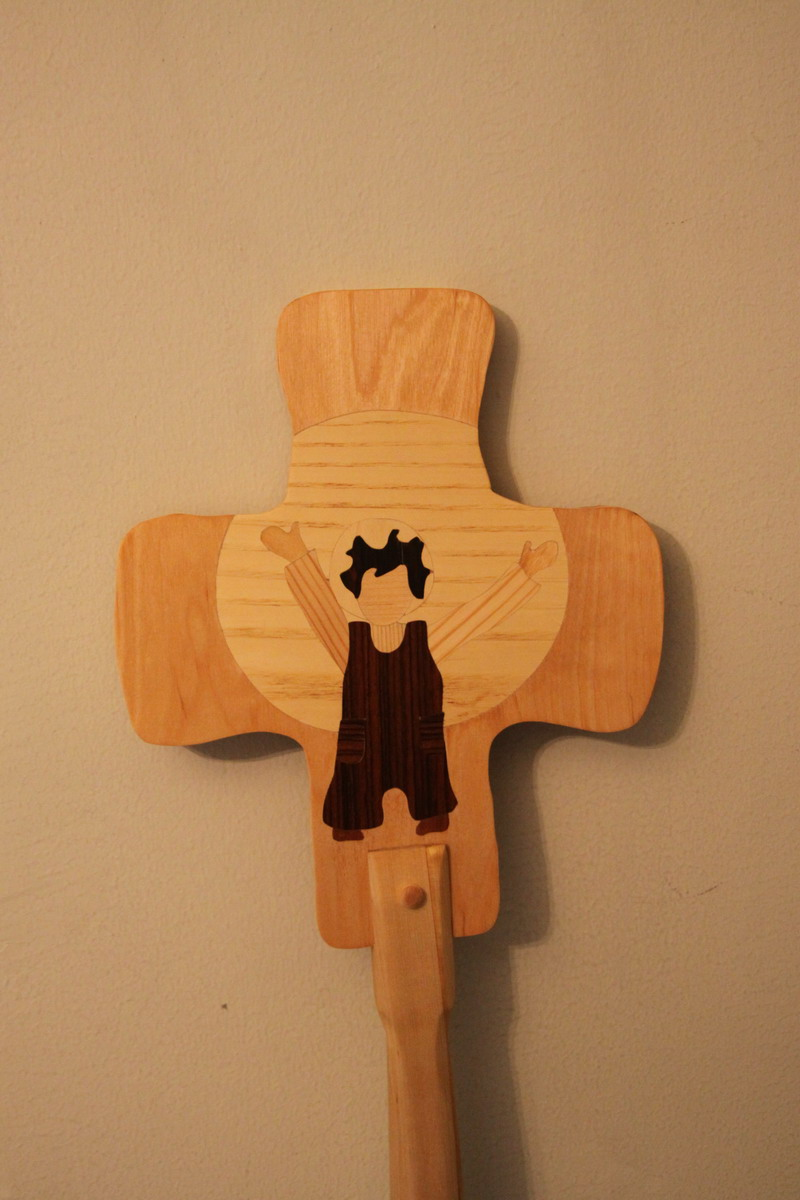
Processionskors för barn tillverkat för Krokeks kyrka i Östergötland.

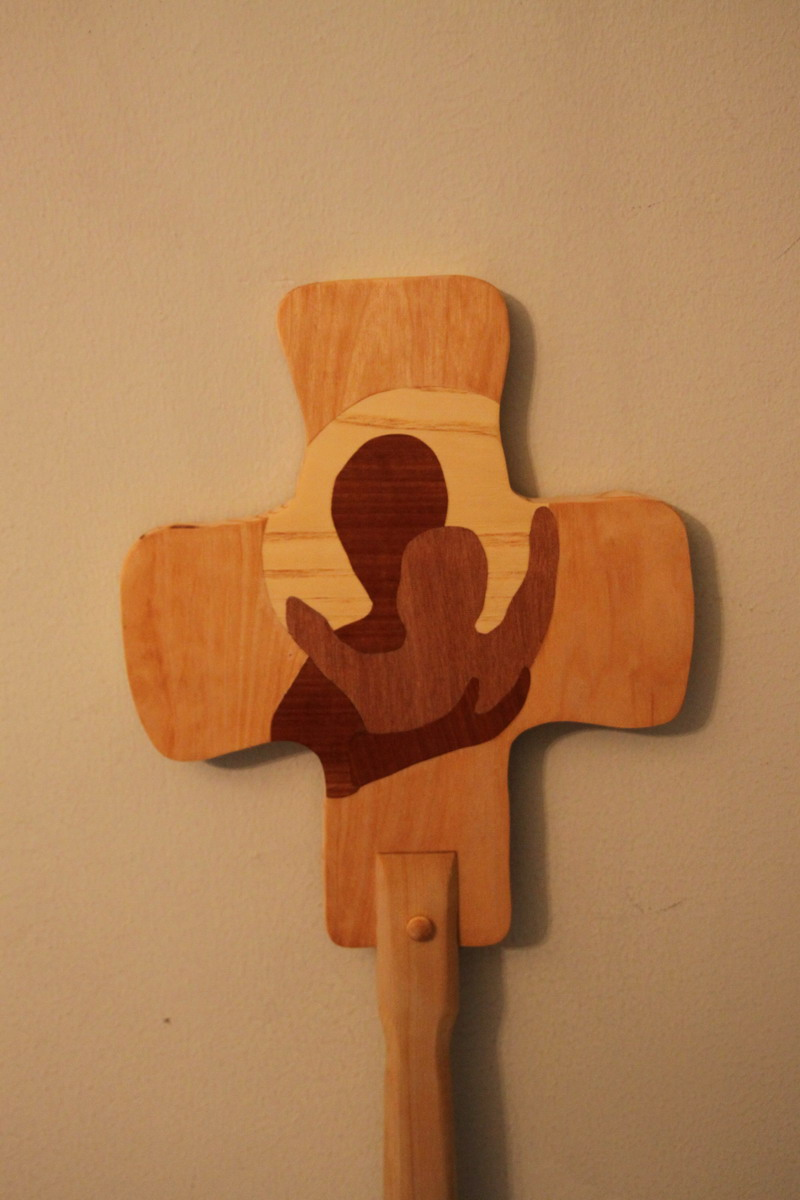
Processionskors för barn tillverkat för Krokeks kyrka i Östergötland.

Åsa Ingårda, född 4 mars 1968 i Tveta församling, Södermanland, är en svensk formgivare samt möbel- och inredningssnickare. 
Ingårda är utbildad vid Capellagården på Öland. Hon arbetar bland annat med intarsia och gör ikoner i denna teknik. Hon bor och har sin ateljé på släktgården i Inneberga strax norr om Runtuna i Södermanland.
Åsa Ingårdas möbler har bland annat visats på Utställningen ”typiskt svenskt”, galleri 5 Visby januari 2005, Stockholms möbelmässa februari 2005, utställningen ”typiskt svenskt” galleri OMOTO Tajimi city, Japan, augusti 2005 samt "Hem 2005”, Stockholmsmässan oktober 2005